# Wilhelm Külz

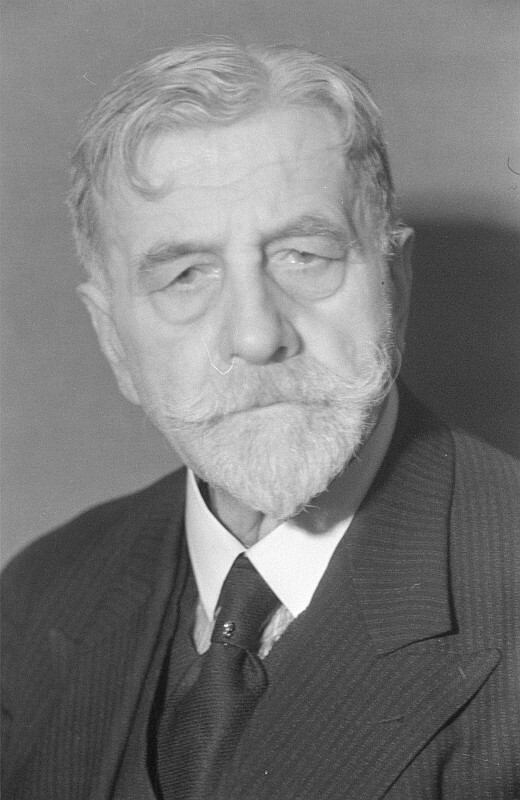
Wilhelm Külz 1946

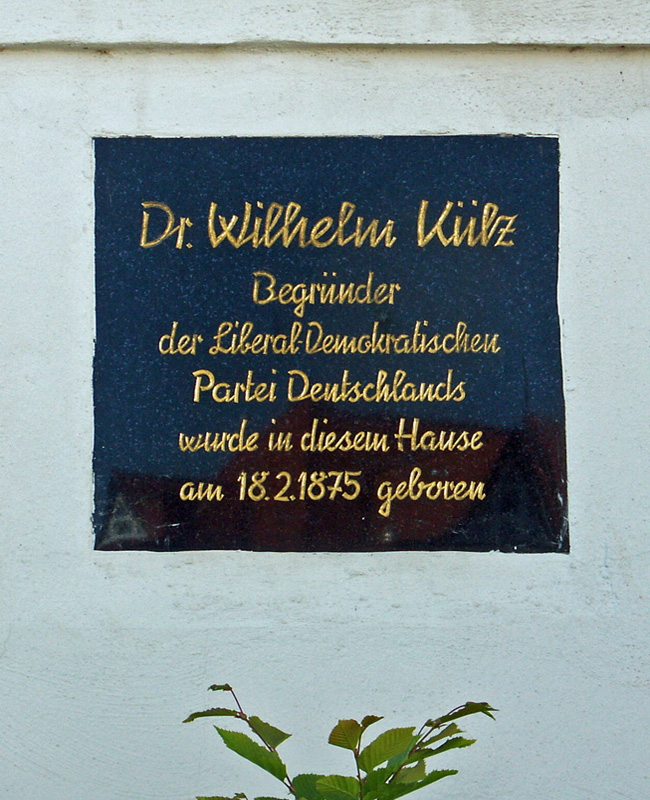
Gedächtnistafel am Geburtshaus in Borna, Martin-Luther-Platz 8

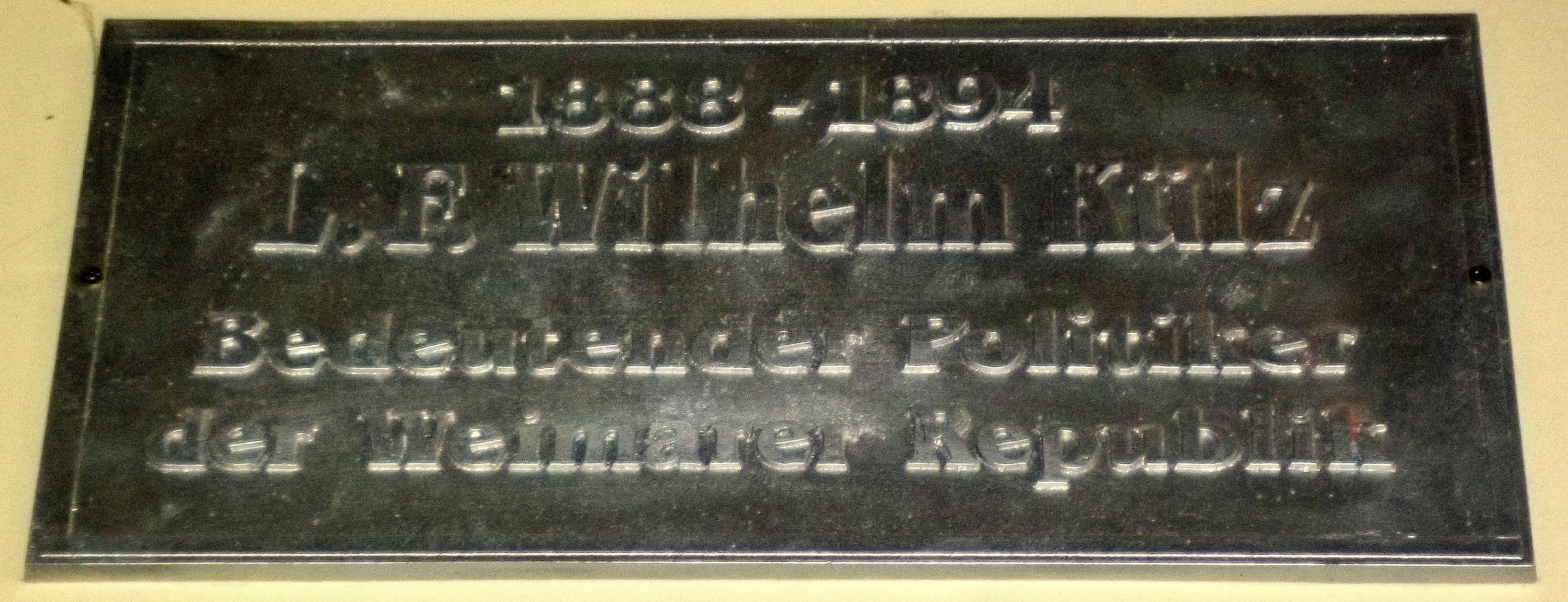
Ehrentafel für Wilhelm Külz im Gymnasium St. Augustin Grimma (im Durchgang des Hauptportals)

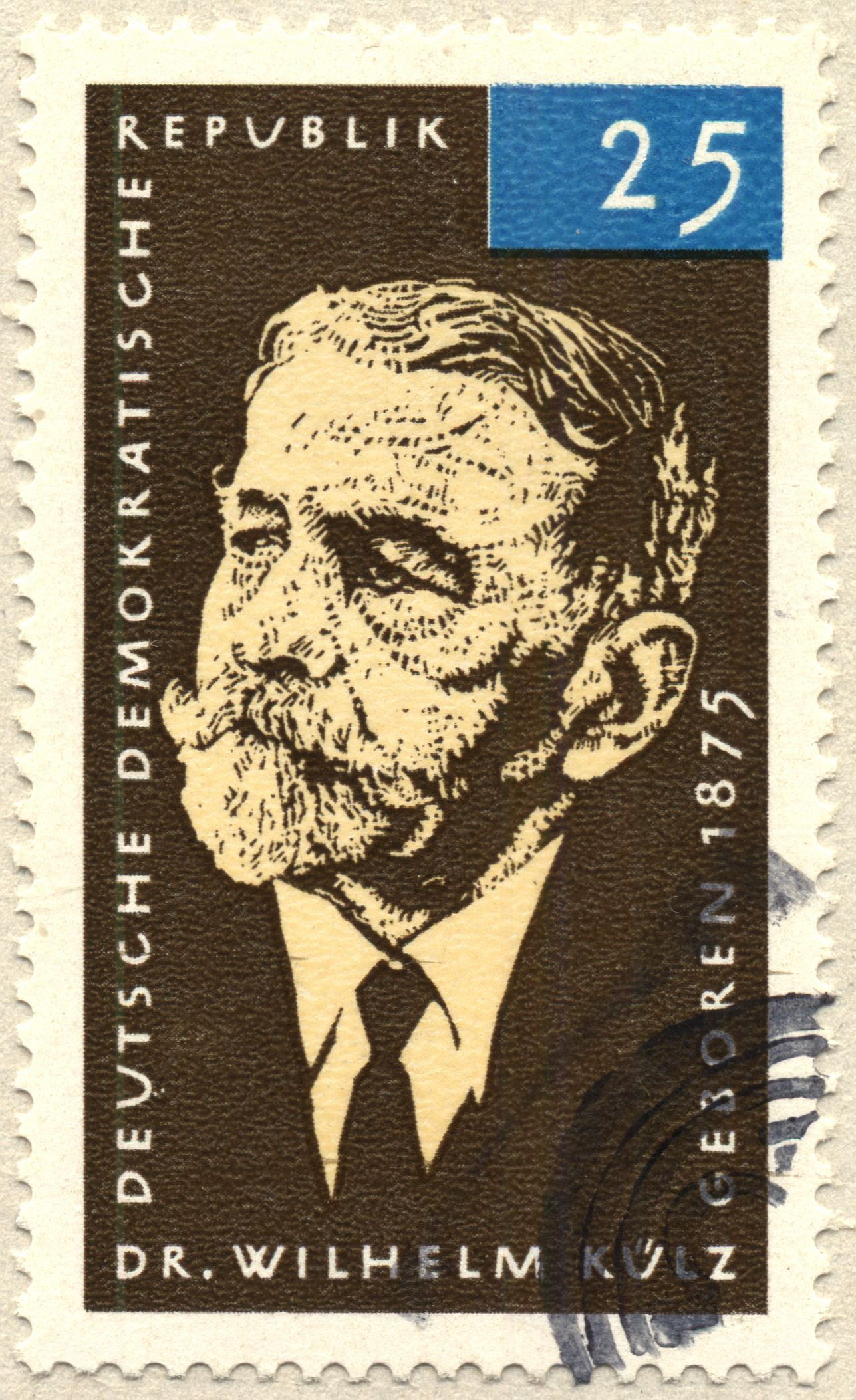
Briefmarke vom 5. Juli 1965 mit einem Porträt Wilhelm Külz’

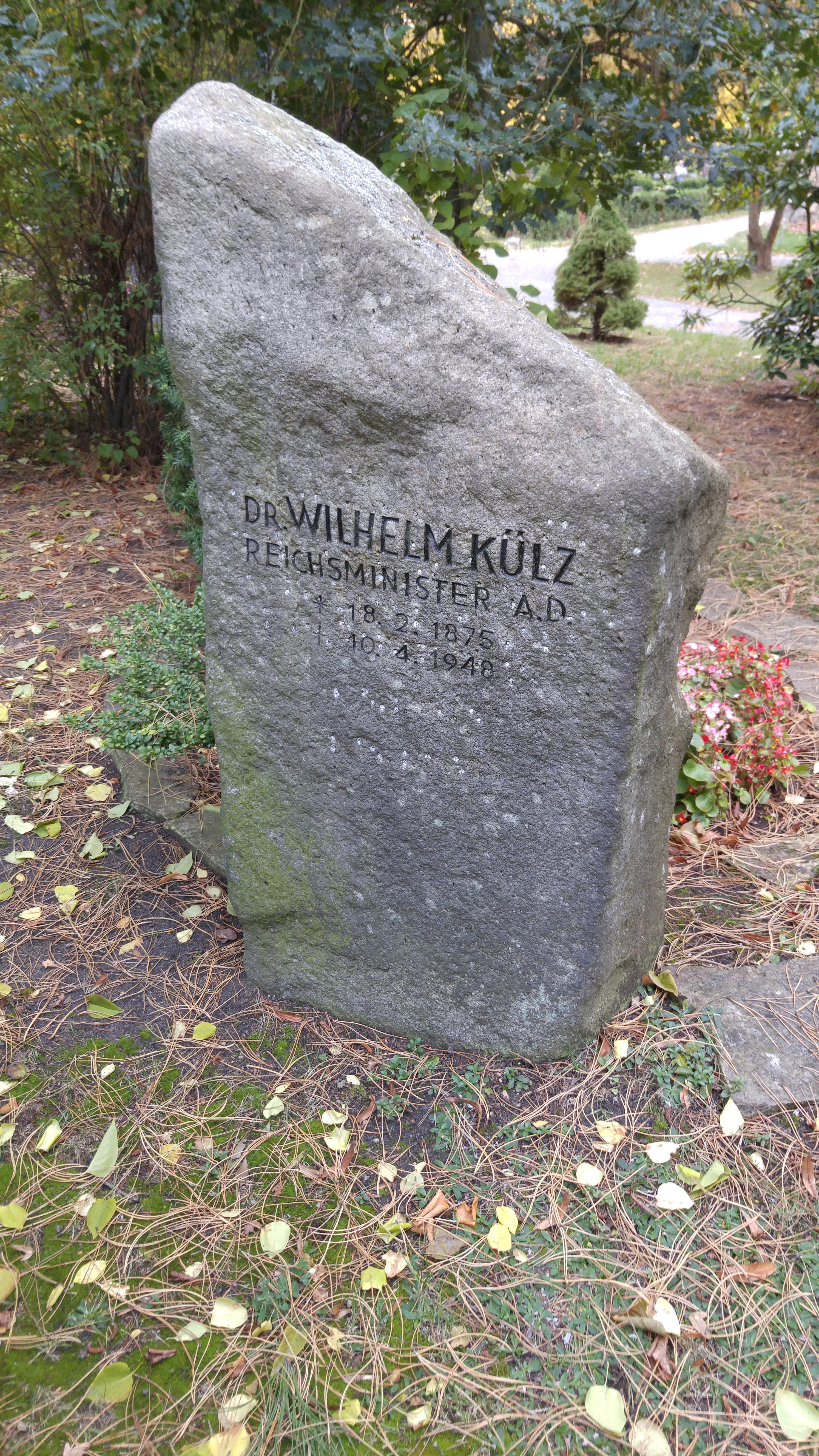
Grab auf dem Friedhof Berlin-Wilmersdorf, Feld A 9

Wilhelm Leopold Friedrich Külz (* 18. Februar 1875 in Borna; † 10. April 1948 in Berlin) war ein deutscher liberaler Politiker (DDP, LDP, DPD). 1926 war er Reichsinnenminister, 1945 bis 1948 Vorsitzender der LDP in der sowjetischen Besatzungszone.

## Leben

### Kommunalpolitiker
Külz stammte aus einer sächsischen Pfarrersfamilie und legte 1894 das Abitur an der Landesschule Sankt Augustin in Grimma ab. Er studierte Rechts- und Staatswissenschaften an den Universitäten Leipzig und Tübingen und wurde 1901 bei Heinrich Triepel in Tübingen mit einer Arbeit über Die Feststellung der Friedenspräsenzstärke des deutschen Heeres zum Dr. sc. pol. promoviert. In Leipzig war er ab 1894 Mitglied in der musischen Studentenverbindung Akademischer Gesangverein Arion, deren Geschichte er schrieb, und erhielt 1929 die Ehrenmitgliedschaft der Sängerschaft Gotia in Göttingen, deren Bau ihres Korporationshauses er maßgeblich vorantrieb; 1931 wurde er Ehrenmitglied der Burschenschaft Arminia Dresden.
1901 wirkte Külz zunächst als Stadtschreiber in Zittau, ab 1903 als stellvertretender Bürgermeister von Meerane. Von 1904 bis 1912 war er Bürgermeister (ab 1909 Oberbürgermeister) von Bückeburg. Er wurde in den Landtag von Schaumburg-Lippe gewählt, dem er von 1906 bis 1912 angehörte, und bekleidete ab 1910 das Amt des Landtagspräsidenten.
1907 wurde Külz außerdem zum Reichskommissar für Selbstverwaltung in Deutsch-Südwestafrika berufen und war ein Jahr in Afrika. Die dort 1909 eingeführte Kommunalverwaltung wurde von ihm entworfen. 1912 wurde Wilhelm Külz zum Oberbürgermeister von Zittau gewählt. Külz diente vier Jahre bei der sächsischen Armee im Ersten Weltkrieg und wurde als Major der Reserve demobilisiert. 1923 wechselte er als 2. Bürgermeister nach Dresden, wo er für die Stadtfinanzen verantwortlich war.

### Abgeordneter, Reichsinnenminister und Stadtverordneter
Külz war zunächst Anhänger der Nationalliberalen Partei. 1912 kandidierte er erfolglos für die NLP im Reichstagswahlkreis Königreich Sachsen 9. 1918 wurde er Mitglied der Deutschen Demokratischen Partei (DDP). Von 1920 bis 1933 war er DDP-Landesvorsitzender im Freistaat Sachsen. 1920 war er als Nachrücker für Emil Nitzschke Abgeordneter der Weimarer Nationalversammlung und von 1920 bis 1932 des Deutschen Reichstags.
Im Januar 1926 wurde er zum Reichsinnenminister im Kabinett des Kanzlers Hans Luther berufen. Diese Position behielt er auch im folgenden Kabinett unter der Führung des Zentrumspolitikers Wilhelm Marx bis zu dessen Sturz im Dezember desselben Jahres bei.
Bei den Wahlen zum Dresdner Stadtverordnetenkollegium am 17. November 1929 errang Külz ein Mandat. Die DDP erhielt hierbei insgesamt fünf Sitze von insgesamt 75.
Als Reichskommissar für die Pressa in Köln 1928 und die Internationale Hygiene-Ausstellung Dresden 1930 oblagen ihm überregionale Koordinierungsaufgaben. In letzterer, die der wissenschaftlichen Leitung von Marta Fraenkel unterstand, sah er einen großen lehrreichen Beitrag zur „Volksgesundheitspflege“ und würdigte dabei die regionale und internationale Arbeit des Deutschen Hygiene-Museums anlässlich der Eröffnung seines neuen Gebäudekomplexes im Jahre 1930. Als späterer Oberbürgermeister Dresdens hatte er für die verlängerte Ausstellung im Jahr 1931 eine noch umfassendere Verantwortung.

### Oberbürgermeister von Dresden
Am 9. Februar 1931 wurde Külz mit 36 von 70 abgegebenen Stimmen im Stadtverordnetenkollegium zum Oberbürgermeister von Dresden gewählt. Da er sich lange weigerte, unliebsame Mitarbeiter und Mandatsträger zu entlassen, und im März 1933 ablehnte, die Hakenkreuzflagge auf dem Rathaus zu hissen, wurde er vom Reichskommissar Manfred von Killinger am 14. März 1933 des Amtes enthoben. 1935 zog er nach Berlin-Wilmersdorf, arbeitete als Rechtsanwalt und Mitarbeiter von Wirtschaftsverbänden und pflegte Kontakte zu verschiedenen Widerstandskreisen.

### Politisches Wirken nach 1945

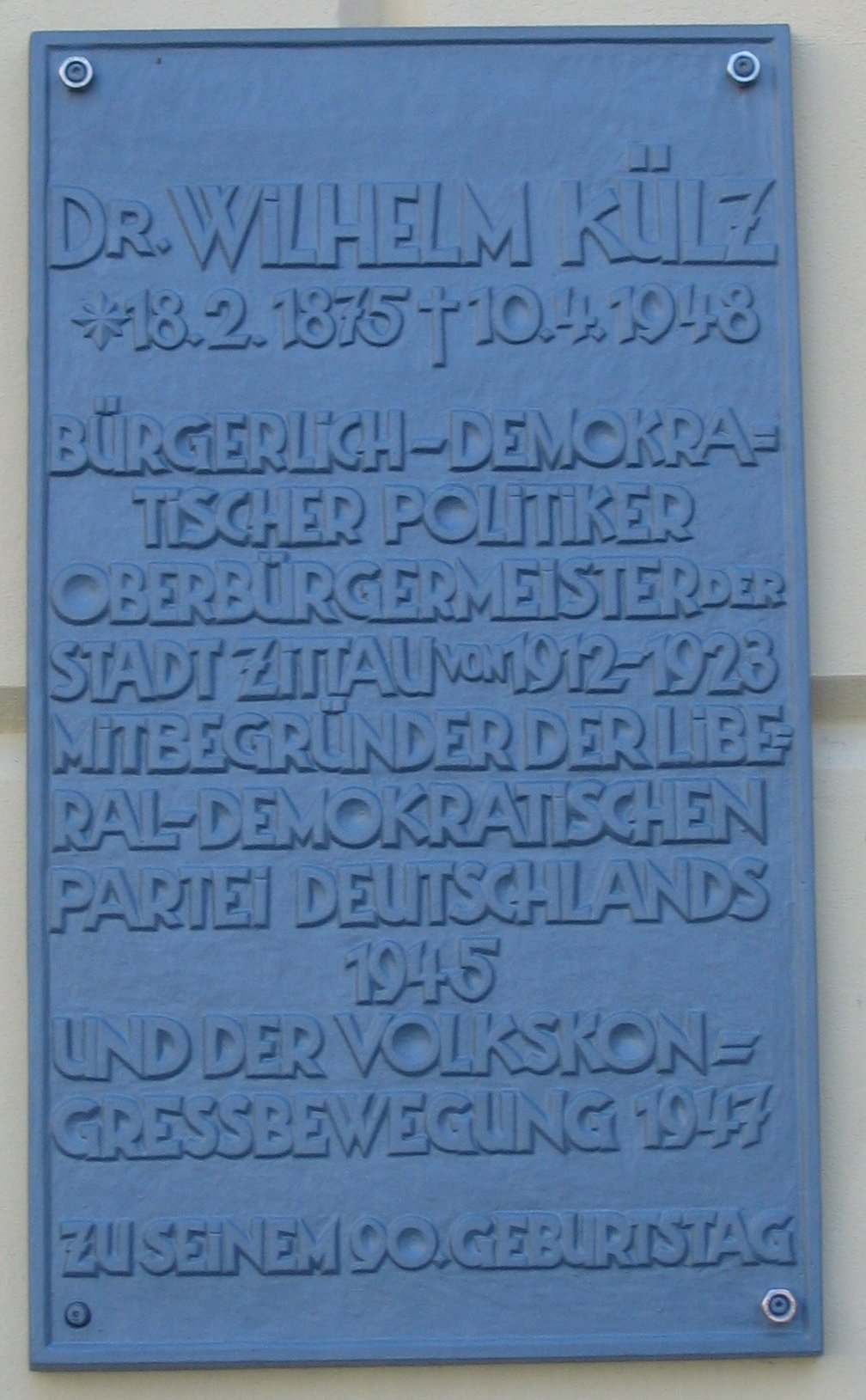
Gedenktafel an Wilhelm Külz am Rathaus in Zittau.

Mitte Juni 1945 gehörte er in Berlin zum Gründerkreis der Liberal-Demokratischen Partei Deutschlands (LDP) und wurde im November desselben Jahres nach der Absetzung von Waldemar Koch durch die sowjetische Besatzungsmacht deren Vorsitzender. Außerdem war er ab 1945 Herausgeber der LDP-Zeitung Der Morgen. Am 17. März 1947 wurde er in Rothenburg ob der Tauber gemeinsam mit Theodor Heuss zum Vorsitzenden der Demokratischen Partei Deutschlands (DPD) gewählt.
Bereits nach einem Dreivierteljahr scheiterte der Versuch einer zonenübergreifenden Partei an der Teilnahme der LDP am von der SED dominierten 1. Deutschen Volkskongress für Einheit und gerechten Frieden. Külz wollte der SED auf dem Kongress das Feld nicht allein überlassen. Stattdessen wollte er als Vertreter der zweitstärksten Partei in der sowjetischen Besatzungszone eigene Akzente setzen. Der LDP-Hauptausschuss am 6. Januar 1948 in Weimar diskutierte darüber kontrovers, stellte sich aber mehrheitlich hinter seinen Vorsitzenden.
Von der DPD-Vorstandssitzung am 18. Januar 1948 in Frankfurt am Main wurde Külz ausgeladen. Heuss warf der LDP dort vor, mit der Beteiligung am Volkskongress habe sie sich „für die russische Auffassung von der Einheit Deutschlands“ entschieden. Der Vorstand verabschiedete ein Pressekommuniqué, das der LDP nahegelegte, personelle Folgerungen zu ziehen. LDP-Geschäftsführer Arthur Lieutenant erklärte, dass für die Ost-Liberalen unter diesen Umständen eine „Weiterarbeit … zunächst unmöglich“ sei. Das war das faktische Ende der DPD. Eine formale Auflösung gab es nicht. Nach Külz’ Tod am 10. April 1948 gab es keine Nachwahl eines Vorsitzenden.
Gemeinsam mit Otto Nuschke (CDU) und Wilhelm Pieck (SED) übernahm Külz 1948 den Vorsitz des Deutschen Volksrates, eines Vorläufers der späteren DDR-Volkskammer.

### Nachlass
Unterlagen über sein politisches Wirken, u. a. seine Lebenserinnerungen und ein Tagebuch, befinden sich im Archiv des Liberalismus der Friedrich-Naumann-Stiftung für die Freiheit in Gummersbach.

### Verwandte
Sein Zwillingsbruder war der Tropenarzt und Hochschullehrer Ludwig Külz. Sein Sohn Helmut R. Külz (1903–1985) war für die LDP in den Jahren 1946 bis 1948 Justizminister des Landes Thüringen und gehörte nach seiner Flucht in die Westzonen von 1953 bis 1971 dem Bundesverwaltungsgericht als Senatspräsident an. Gemeinsam mit seiner Frau Erna und seinem Sohn Helmut fand Wilhelm Külz seine letzte Ruhestätte auf dem Friedhof Wilmersdorf.

## Ehrungen
- 1925 erhielt er die Ehrensenatorwürde der TH Dresden.
- 1946 wurde Wilhelm Külz Ehrenbürger von Plauen.
- Die Zentrale Parteischule der LDPD in Bantikow trug den Namen „Dr. Wilhelm Külz“.
- In Dresden wurden nach dem Zweiten Weltkrieg die beiden Abschnitte des inneren Rings, die an seiner früheren Wirkungsstätte als Oberbürgermeister vorbeiführen (ehem. Johannesring und Friedrichsring), in Dr.-Külz-Ring umbenannt, diese Adresse hat auch das Dresdner Rathaus.
- In Leipzig trägt der Wilhelm-Külz-Park in der Nähe des Völkerschlachtdenkmals seinen Namen und in Schwedt/Oder ein Wohnviertel.
- In Chemnitz wurde der ehemalige Wilhelmplatz an der Kreuzung Müllerstraße-Straße der Nationen nach ihm benannt.
- In zahlreichen weiteren Städten der ehemaligen DDR sind oder waren Straßen nach ihm benannt. siehe: Wilhelm-Külz-Straße (auch: Dr.-Wilhelm-Külz-Straße).
- In Windhoek, Namibia, wurde die Dr W Külz Street nach ihm benannt.
- In Bernau bei Berlin ist der Külzpark nach ihm benannt und hütet einen Gedenkstein für Wilhelm Külz.
- In Potsdam hieß eine Hauptverkehrsstraße „Wilhelm-Külz-Straße“. Nach 1990 wurde sie in „Breite Straße“ umbenannt.

## Stiftung
Die FDP-nahe Wilhelm-Külz-Stiftung wurde 1991 in Meißen gegründet. Es handelt sich um ein liberales Bildungswerk, das mit politischer Bildungsarbeit ein freiheitliches Gesellschaftsbild zu vermitteln sucht.
Nach dem Ende von „sechs Jahrzehnten Diktatur“ in der DDR will sie den Liberalismus fördern.

## Kontroverse um Straßennamen in der Gegenwart
Als Kommunalpolitiker, Demokrat und Antifaschist wurde Külz in mehreren sächsischen Städten durch Orts- und Straßennamen geehrt. Im Zuge antikolonialistischer und antirassistischer Debatten sind diese Ehrungen lokal in Zweifel geraten. So versuchten die Grünen in Dresden im Jahr 2020, eine Umbenennung der Straße Dr.-Külz-Ring zu erreichen. Als Begründung wird seine Rolle als Reichskommissar in der Kolonie Deutsch-Südwestafrika genannt, womit er für Kolonialismus und Rassismus stehe. Die Initiative Dresden-Postkolonial nannte Külz „eine zwiespältige Person, da sie sich zwar gegen die Nationalsozialisten zur Wehr setzte, jedoch eng mit dem deutschen Kolonialismus verstrickt war“. Er sei ein „begeisterter Propagandist“ gewesen. Dem wird insbesondere aus der Wilhelm-Külz-Stiftung widersprochen: Dafür gebe es keine Belege, Külz sei sogar als zu freundlich gegenüber den Einheimischen angegriffen worden, und er habe sich für das Wohl des Landes eingesetzt.
Külz war insofern tatsächlich „Propagandist“, weil er sich öffentlich gegen die anschwellende innenpolitische Kritik gegen das deutsche Kolonialengagement stemmte.  Belegt werden kann, dass sich Külz in Schriften und auf Vortragsreisen nicht nur für die weitere Besiedlung und wirtschaftliche Erschließung Namibias aussprach und sich der damals üblichen abwertenden Begriffe für Indigene bediente („Hottentotten“, „Kaffer“, „Neger“ u. a.), sondern sich deutlich für ein abgrenzendes „Rassebewusstsein“ deutscher Siedler und scharf gegen Mischehen aussprach. Darum warb er – ganz im Sinne der Position des Frauenbunds der Deutschen Kolonialgesellschaft – für die verstärkte Ansiedlung deutscher Frauen in der Kolonie. „Sie würden veredelnd wirken. Vor allem aber würden die vielen Mischehen aufhören. Zahllos sind die Mischlinge, die fast durchweg entartet sind und eine Gefahr vorstellen. Diese Kolonie muss in diesem Sinne erst germanisch werden“, wurde Külz bei einem Vortrag in Halle 1910 zitiert.

## Schriften
- Leben und Streben des Akademischen Gesangvereins Arion während der 50 Jahre seines Bestehens. Festschrift zum 50jährigen Jubiläum. Allen Arionen gewidmet von einem Alten Herrn. Leipzig 1899.
- Deutsch-Südafrika im 25. Jahre deutscher Schutzherrschaft. Süsserott, Berlin 1909.
- Die Gemeindepolitik der Deutschen Demokratischen Partei. Demokratischer Verlag, Berlin o. J. (1920).
- Deutsche Wiedergeburt. Parteileitung der Liberal-Demokratischen Partei Deutschlands, Berlin o. J. (1947).
- Aus Reden und Aufsätzen. Hrsg. von Manfred Bogisch, Buchverlag Der Morgen, Berlin 1984.
- Ein Liberaler zwischen Ost und West: Aufzeichnungen 1947–1948. Hrsg. von Hergard Robel, Oldenbourg, München 1989, ISBN 3-486-54101-3.